# Lecionário 2138
O Lecionário 2138 (designado pela sigla ℓ 2138 na classificação de Gregory-Aland) é um antigo manuscrito do Novo Testamento, paleograficamente datado do 1627 d.C.[a]
Este codex contém lições dos evangelhos de Mateus, Marcos, Lucas e João (conhecido como Evangelistarium). Este lecionário foi criado pelo escriba Loukas Buzau na Valáquia[a]. Foi escrito em grego, e actualmente se encontra na Colecção Kenneth Willis Clark da Universidade Duke.